# 日産・アズィール
アズィール (AZEAL) は日産自動車が開発したコンセプトカーである。

## 概要
2005年の北米国際オートショーにおいて初公開された4人乗りの2ドアコンパクトスポーツクーペである。
Cプラットフォームをベースに日産デザインアメリカ ファーミントンヒルズによってジェネレーションYをターゲットに設計された。なお、このモデルは日産デザインアメリカ ファーミントンヒルズが手掛けた最初のコンセプトカーである。
MP3プレーヤーやPDA型カーナビゲーションを装備し、シートは「Wasabi Chartreuse Seats」と呼ばれ、緑と黒が用いられた。また、サンドブラスト仕様の19インチアロイホイールを履く。
この車のデザインはB16型セントラのモチーフになっている。

## 車名の由来
「俊敏」を意味する「agile」からの造語。